# Erster Vizepräsident der Republik Aserbaidschan
Der erste Vizepräsident der Republik Aserbaidschan ist der Stellvertreter des aserbaidschanischen Präsidenten und damit Inhaber des zweithöchsten Amtes in Aserbaidschan. Der Vizepräsident ist in der Nachfolge des Präsidenten die erste Person, die im Falle des Todes, des Rücktritts oder der Amtsenthebung des Präsidenten dessen Amt übernimmt.
Amtsinhaber ist seit dem 21. Februar 2017 Mehriban Əliyeva.

## Wahl und Amtszeit
Der Vizepräsident wird von dem Präsidenten der Republik Aserbaidschan ernannt und abgerufen. Jeder aserbaidschanische Bürger darf zum Posten des Vizepräsidenten der Republik Aserbaidschan ernannt werden, der ein aktives Wahlrecht, einen Hochschulabschluss und keine Verpflichtungen gegenüber anderen Staaten hat. Die Verfassung der Republik Aserbaidschan schweigt sich darüber aus, die Amtszeit des Ersten Vizepräsidenten zu beschränken.

## Vertretung und Nachfolge des Präsidenten
Seit der Verfassungsänderung im Jahr 2016 übernimmt Erster Vizepräsident für den gesamten Rest der laufenden Amtsperiode die Rechte und Pflichten des Präsidenten, falls dieser stirbt, zurücktritt oder arbeitsunfähig ist. Bei dem vorzeitigen Ausscheiden des Präsidenten aus dem Amt findet innerhalb 60 Tagen eine außerordentliche Wahl des Präsidenten der Republik Aserbaidschan statt. In diesem Falle übt Erster Vizepräsident bis zur Wahl des neuen Präsidenten das Amt des Präsidenten aus.
Die Verfassung ordnet das Amt eindeutig der Exekutive zu, auch wenn der Vizepräsident keinen festen Platz im Kabinett hat und in diesem Bereich formal auf die Präsidentennachfolge beschränkt ist.
Anders als für den Präsidenten gibt die Verfassung keinen speziellen Eid für das Amt des Ersten Vizepräsidenten vor.

## Politische Immunität
Der Erste Vizepräsident genießt das Recht der politischen Immunität. Über die Aufhebung der Immunität entscheidet auf Antrag Generalstaatsanwalts der Republik Aserbaidschan der Präsident der Republik Aserbaidschan. Erster Vizepräsident kann verhaftet werden, falls er auf frischer Tat erwischt wird. In diesem Fall muss das Sicherheitsorgan, das ihn festgenommen hat, den Generalstaatsanwalt sofort darüber informieren.

## Sicherung des Ersten Vizepräsidenten
Verfassungsrechtlich erfolgt die materielle Sicherung des Ersten Vizepräsidenten und seiner Familie auf Kosten des Staates. Die Sicherheit des Vizepräsidenten und seiner Familie wird durch spezielle Sicherheitsorgane gewährleistet.

## Andere Aufgaben
Aus dem Amt des Vizepräsidenten ergeben sich noch weitere Aufgaben und Rechte. Gemäß der Verfassung kann Präsident der Republik Aserbaidschan das Recht auf die Schließung von zwischenstaatlichen und zwischenstaatlichen internationalen Abkommen auf den Vizepräsidenten übertragen.

## Sekretariat des Ersten Vizepräsidenten
Das Sekretariat des Ersten Vizepräsidenten setzt sich aus folgenden Mitgliedern zusammen:
- Altay Hasanov – Leiter des Sekretariats des Ersten Vizepräsidenten der Republik Aserbaidschan;
- Mehdi Dadashov – Stellvertretender Leiter des Sekretariats des Ersten Vizepräsidenten;
- Fariz Rzayev – Stellvertretender Leiter des Sekretariats des Ersten Vizepräsidenten;
- Anar Alakbarov – Assistent des Ersten Vizepräsidenten;
- Yusuf Mammadaliyev – Assistent des Ersten Vizepräsidenten;
- Elchin Amirbayov – Assistent des Vizepräsidenten;
- Gunduz Karimov – Assistent des Ersten Vizepräsidenten.